# ハイムネコクイナ
ハイムネコクイナ(灰胸小水鶏、学名：Laterallus exilis) は、ツル目クイナ科に分類される鳥類の一種である。別名ハイムネコビトクイナとも呼ばれる。

## 分布
ニカラグアからパナマ、コロンビアからペルー東部、ブラジル中部にかけて分布する。

## 形態
体長14-15cm。頭部は淡い灰色で頭頂部は濃い灰色になる。後頸から背中にかけての体の上面は赤褐色で、上尾筒、尾は黒色である。雨覆や腰には白色の横縞が入る。喉から胸にかけては灰色で、腹部、脇、下尾筒は黒色に白色の横縞が入る。虹彩は赤色である。

## 生態
熱帯や亜熱帯の低地の湿地や草原に生息する。
昆虫類や植物の種子を食べる。
茂みの中に営巣し、1腹3個の卵を産む。